# Ugolino di Sabbioneta
Ugolino di Sabbioneta, noto anche con lo pseudonimo di Ugo del Persico (Sabbioneta, ... – 1121), è stato un nobile e condottiero italiano, conte di Sabbioneta.

## Biografia
Poco si conosce di questo conte rurale, figlio di Ugone e di Matilde di Desenzano.
Fu un protagonista delle lotte tra la città di Parma, di parte guelfa e Cremona, ghibellina. Dopo uno scontro in località Brescello o Roncadello, Ugolino subì l'umiliazione da parte dei vincitori e gettato nel fiume Po chiuso in un sacco.

## Discendenza
Ebbe numerosi figli, tra questi:
- Azzo
- Ranieri
- Andreasio, crociato in Terra santa